# BACHELOR (雑誌)
BACHELOR（バチェラー）は、日本のアダルト雑誌。巨乳（主として白人女性）を専門とする。株式会社ダイアプレスより隔月刊。

## 概要
1977年創刊。この時はエロ本ではなく芸能色の強いグラフ誌だった。創刊号では荒木一郎のインタビューやフランスの女優ジョアンナ・シムカスの特集が組まれ、日本の女優や歌手のインタビューが掲載された。
しかし売れ行きは悪く、第4号からエロ本に路線変更。1979年後半から巨乳の外国人の専門誌に姿を変える。1980年代以降は日本では珍しい巨乳専門誌として孤塁を護る。当時としては珍しかったフェチ関連の記事も多く掲載する。2019年のインタビューで、白石編集長は「鉱脈を掘り当てたという感じ。ただ、当時は日本では巨乳モデルが少なく、海外に頼るしかなかった」とコメントしている。1990年の通巻150号で売り上げはピークに達する。
2000年代に入るとネットの普及により売り上げは減少。2017年のインタビューで白石編集長は、「待ってくれる読者がいる以上やめられない。これだけ印刷の質の高いエロ本は海外にもない。せめて2年後の通巻450号までは頑張りたい」と発言。
2019年現在、現存する日本最古の洋物誌、それどころか現存する日本最古のエロ本である。
2020年時点の白石弘編集長は3点のこだわりを挙げている。ひとつは単にヌードを並べるだけでなく、外国人モデル一人ひとりの国籍やプロフィール、近況を記述する「巨乳との距離感」。ふたつに提携誌『SCORE』だけでなくカメラマン、エージェントなど独自のネットワークを使用し日本仕様に近づける「欧米巨乳ネットワーク」。みっつ目はさらにそこから発展した「バチェラー発のスター発掘力」。

### その他
- ライターの青山正明の鬼畜変態コラムFlesh Paperを連載していたこともある。鶴岡法斎の風俗コラムを連載していたこともある[2]。
- フリーライターでアダルトメディア研究家の安田理央は「巨乳という言葉は1989年、松坂季実子がAVデビューしたころから一般化した。ただし80年代に入った頃から『BACHELOR』では用例が見られる。一種のマニア用語だった」という説を唱えた。彼は『巨乳の誕生 大きなおっぱいはどう呼ばれてきたのか』の執筆のため、編集部に頼んで40年分の『BACHELOR』バックナンバーを見せてもらった[6]。